# 小名浜下神白
小名浜下神白（おなはま しもかじろ）は、福島県いわき市の大字である。郵便番号は970-0316。

## 地理
いわき市南東部の小名浜地区に属し、地区南東部に位置する。北で小名浜上神白、東で永崎、西で小名浜、小名浜岡小名とそれぞれ隣接する。また小名浜上神白との北西側の境界部の至近には宅地造成に伴い小名浜上神白などから分離した湘南台が位置する。概ね町村制施行以前の磐前郡下神白村の流れを汲む地域である。神白川下流域の平地と東西の丘陵地を主に範囲としすぐ西側には小名浜港と隣接している。神白川により形作られた谷底を域内に納めているため、小名浜上神白との境界は激しく入り組んでおり複雑である。南部の高台である岬には三崎公園が整備され、市内有数の公園として親しまれている。小名浜岡小名に所在するいわき東警察署及び小名浜に所在する小名浜消防署がそれぞれ管轄にあたる。

### 主な字
字
- 筒地
- 塚田
- 草木屋

- 弥木太郎
- 林崎
- 千速

- 狩亦
- 館ノ腰
- 迎

- 薬師下
- 武城
- 綱取

- 三崎

### 河川
- 神白川
  - 梅田川

## 歴史
- 1879年1月27日 - 幕府領下神白村が福島県内における郡区町村制の施行により磐前郡の村となる[4]。
- 1889年4月1日 - 町村制の施行により下神白村が江名村、上神白村、永崎村、中之作村と合併し、磐前郡江名村が発足する。下神白村域は江名村の大字となる[4]。
- 1896年4月1日 - 磐前郡と周辺郡との合併により石城郡が発足し、石城郡江名村となる[4]。
- 1923年3月1日 - 江名村が町制施行し、石城郡江名町の大字となる[4]。
- 1954年3月31日 - 江名町が泉町、渡辺村、小名浜町と合併、磐城市が発足し、磐城市の大字となる[4]。
- 1966年10月1日 - 磐城市が平市・常磐市・内郷市・勿来市、石城郡小川町・遠野町・四倉町・川前村・田人村・好間村・三和村、双葉郡久之浜町・大久村と合併しいわき市となり、いわき市小名浜地区の大字となる[4]。旧江名町域であるが、旧小名浜町の各大字同様、小名浜を冠する大字名となった。
- 1990年 - 宅地造成に伴い湘南台が分離し設置される[4]。

## 世帯数と人口
2023年10月31日現在の世帯数と人口は以下の通りである。
| 大字         | 世帯数   | 人口   |
| ------------ | -------- | ------ |
| 小名浜下神白 | 1093世帯 | 2373人 |

## 小・中学校の学区
市立小・中学校に通う場合、学区は以下の通りとなる。
| 番地                                                  | 小学校                   | 中学校                     |
| ----------------------------------------------------- | ------------------------ | -------------------------- |
| 字左ノ内、筒地、草木屋、弥木太郎、 網取、三崎、胤現台 | いわき市立小名浜東小学校 | いわき市立小名浜第二中学校 |
| その他全域                                            | いわき市立永崎小学校     | いわき市立江名中学校       |

## 交通

### 道路
- 福島県道15号小名浜四倉線
  - 神白橋
- 福島県道66号小名浜小野線
- 小名浜臨港道路2号線
  - 小名浜港トンネル
- 一級市道永崎栄町線
- 二級市道迎網取線

### バス
新常磐交通路線バス
- （いわき駅・小名浜方面） - 神白橋 - 神白 - 館の腰 - （洋向台方面）
  - いわき駅～若葉台～洋向台

- （いわき駅方面） - 館の腰 - 神白 - 神白橋 - （小名浜方面）
  - いわき駅～豊間～江名～小名浜
  - いわき駅～豊間～小名浜～泉駅
  - 小名浜～江名～いわき駅～平商
  - 小名浜～江名～豊間～光洋高校
  - 西原～江名～泉駅～湯本高校

- （小名浜方面） - 神白橋 - 神白 - 館の腰 - 海星高校前
  - ＮＴ～鹿島ＳＣ～小名浜
  - いわき駅～若葉台～海星高校
  - いわき駅～湯本～玉川～小名浜
  - いわき駅～湯本東口～小名浜
  - 海星高校～鹿島ＳＣ～いわき駅
  - 泉駅～小名浜～海星高校

## 施設
- 福島県立小名浜海星高等学校本校舎・水産校舎
- 福島県水産海洋研究センター
- 福島県漁業協同組合連合会
- 小名浜漁港東防波堤
- 下神白郵便局
- 三崎公園
  - いわきマリンタワー
- マルト 神白店
- ツルハドラッグ 小名浜神白店